# Bentley Continental GT
El Bentley Continental GT es un automóvil deportivo de gran turismo del fabricante inglés Bentley. Es un 2+2 plazas con motor delantero longitudinal y tracción a las cuatro ruedas. Se ofrece con carrocerías coupé y descapotable de dos puertas ("Continental GTC"), puestos a la venta en mediados de 2003 y fines de 2006 respectivamente. Algunos de sus rivales son el Aston Martin DB9, el Ferrari 612 Scaglietti, el Mercedes-Benz Clase CL, el Jaguar XK y el Rolls-Royce Wraith.
Su motor a gasolina es un 12 cilindros en W de 6.0 L de cilindrada con doble turbocompresor y 560 CV (412 kilovatios) de potencia máxima. Debido a esto, y al peso de 2400 kg (5291 libras), tiene un consumo medio de 17,1 L/100 km según la norma europea. A principios de 2008 se puso a la venta la versión "Continental GT Speed" con el mismo motor que la versión básica pero potenciado a 600 CV (441 kilovatios). Acelera de 0 a 100 km/h (62 millas por hora) en 4,5 s, tiene una velocidad máxima de 326 km/h (203 millas por hora), y consume 16,6 L/100 km.
En el Salón del Automóvil de Fráncfort del año 2011 se presentó una actualización de la versión GTC cuya comercialización comenzó a finales del mismo año. En ella se actualiza el motor que sigue siendo el W12 de seis litros de cilindrada pero que ahora rinde una potencia máxima de 575 CV (423 kilovatios).
Apareció en la película 2012, además de aparecer en videojuegos como Asphalt 8: Airborne y/o sagas de Need For Speed.

## Competición
El Bentley Continental GT hizo una curiosa aparición en el Rally de Gran Bretaña de 2012 (fuera de la competición) pilotado por Kris Meeke durante el tramo Sweet Lamb disputado el primer día de carrera, formando parte de un reportaje para el programa de televisión Top Gear.
La compañía firmó un acuerdo en 2012 con M-Sport para la adaptación del modelo Continental a la categoría GT3.

## Desempeño
Para versión Convertible 2012
- 0-60 mph (97 kilómetros por hora): 4.912 s
- 0-100 mph (161 kilómetros por hora): 11.28 s
- 1/4 milla: 13.27 s @ 109,8 mph (176,7 kilómetros por hora)
- Velocidad máxima: 190,66 mph (306,84 kilómetros por hora)

### Galería

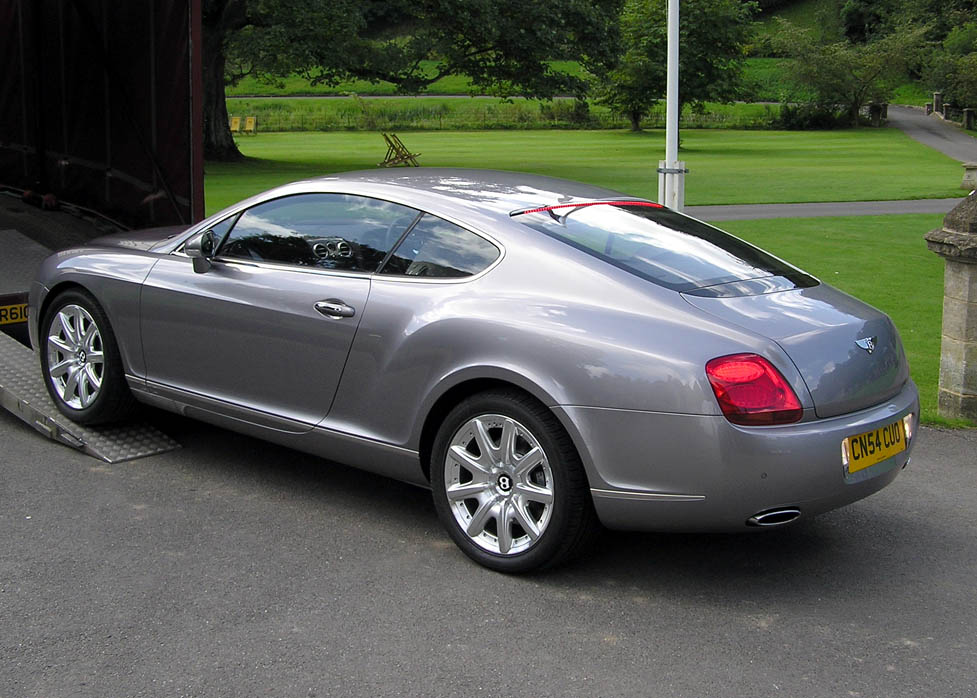
Lateral del Bentley Continental GT.
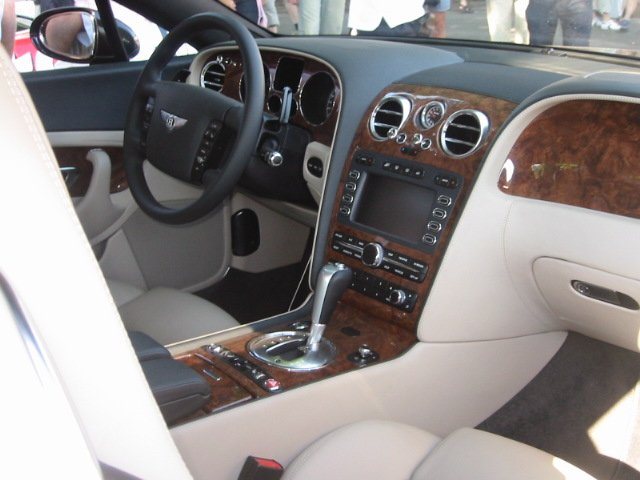
Interior del Bentley Continental GT.
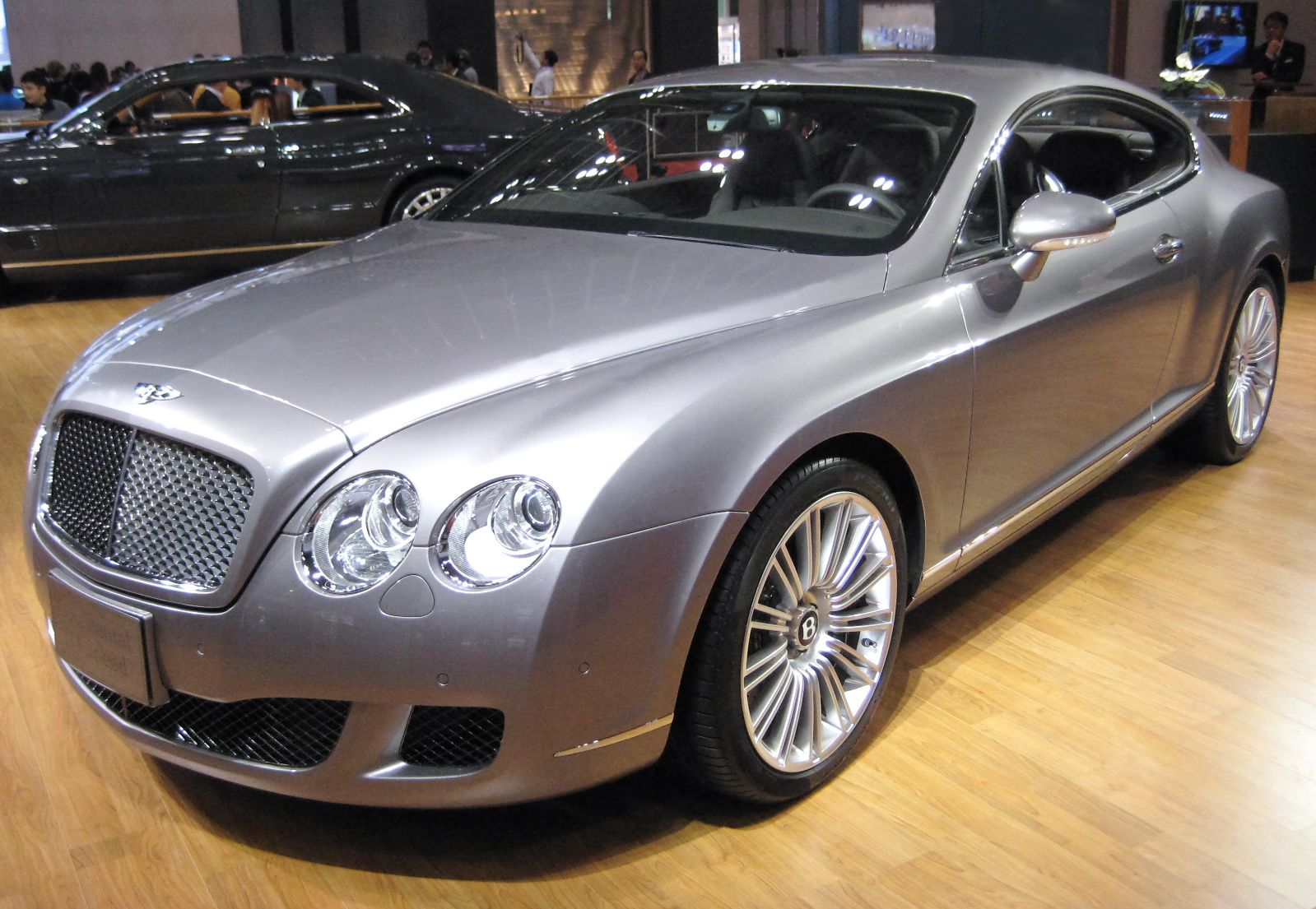
Bentley Continental GT Speed.
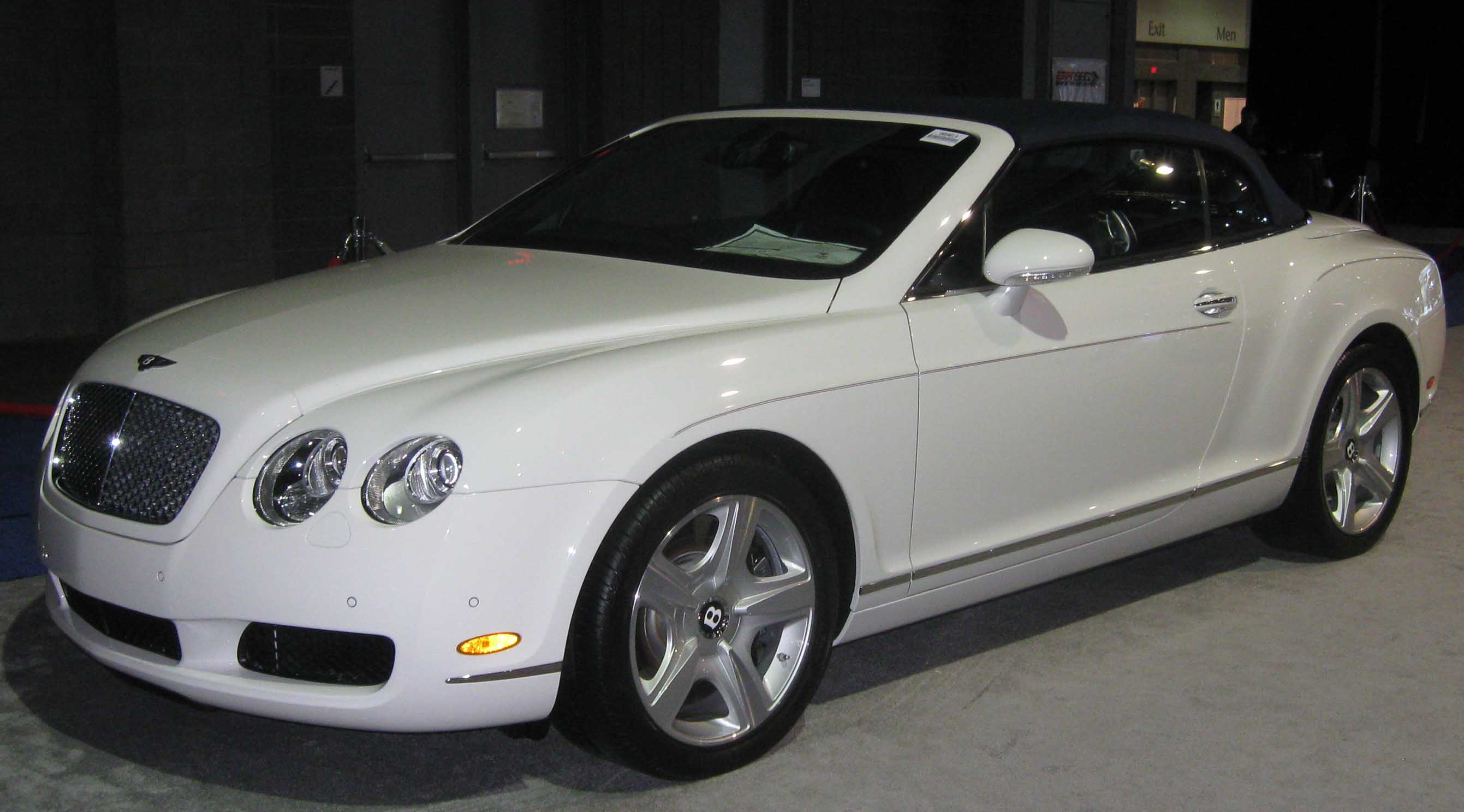
Bentley Continental GTC.
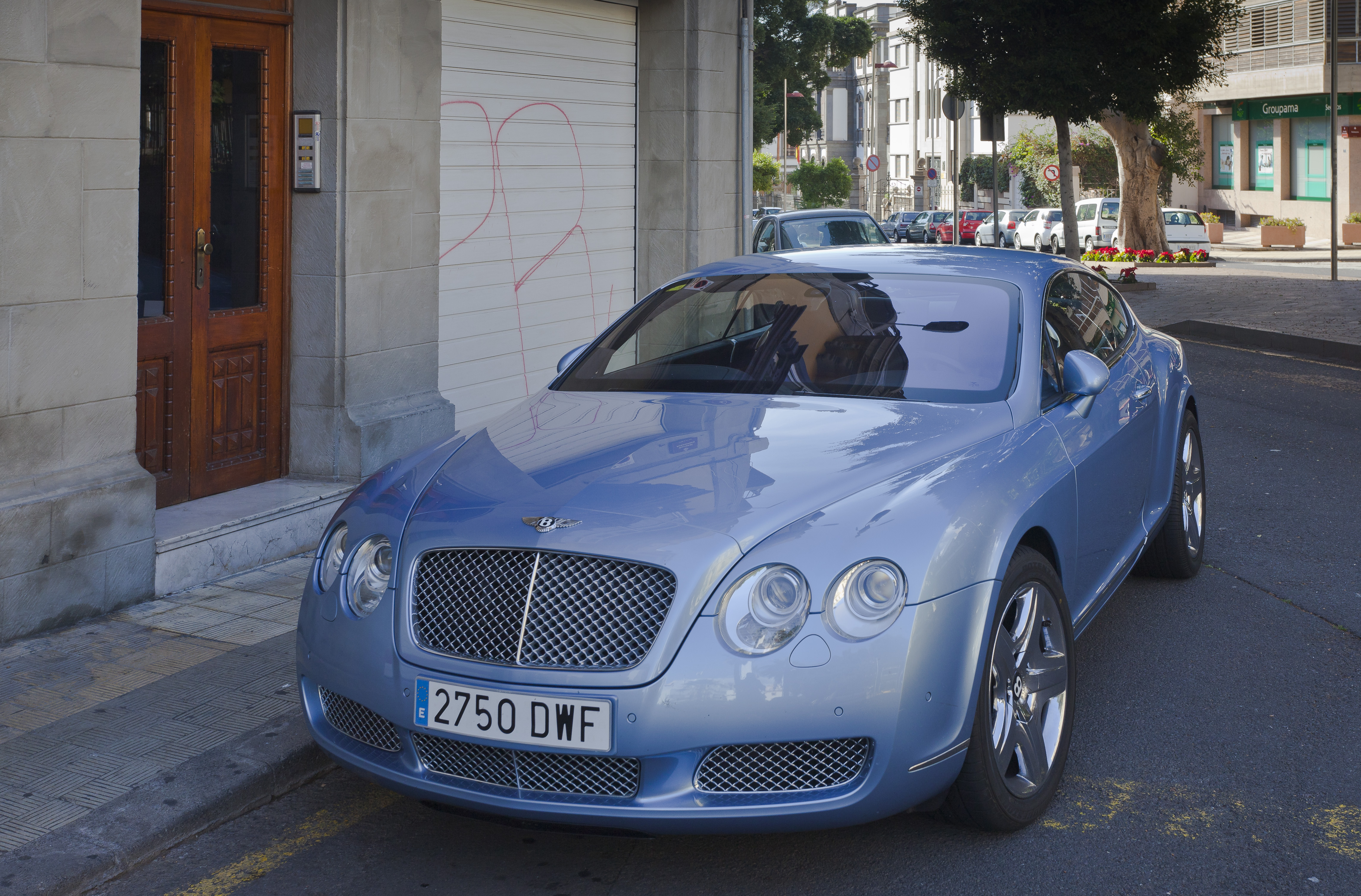
Bentley Continental GT Supersports.